# Cap Méganom
Le cap Méganom (Меганом) est la pointe méridionale de Soudak en Crimée sur la mer Noire. 

## Histoire
C'est un site naturel classé qui se situe entre le mont Altchak à l'ouest et l'embouchure de la rivière Bougasskaya à l'est. Le cap comprend les vallées de Kapsel et de Koz qui sont entre, au nord, la crête Toklouk-Syrt et la mer Noire.

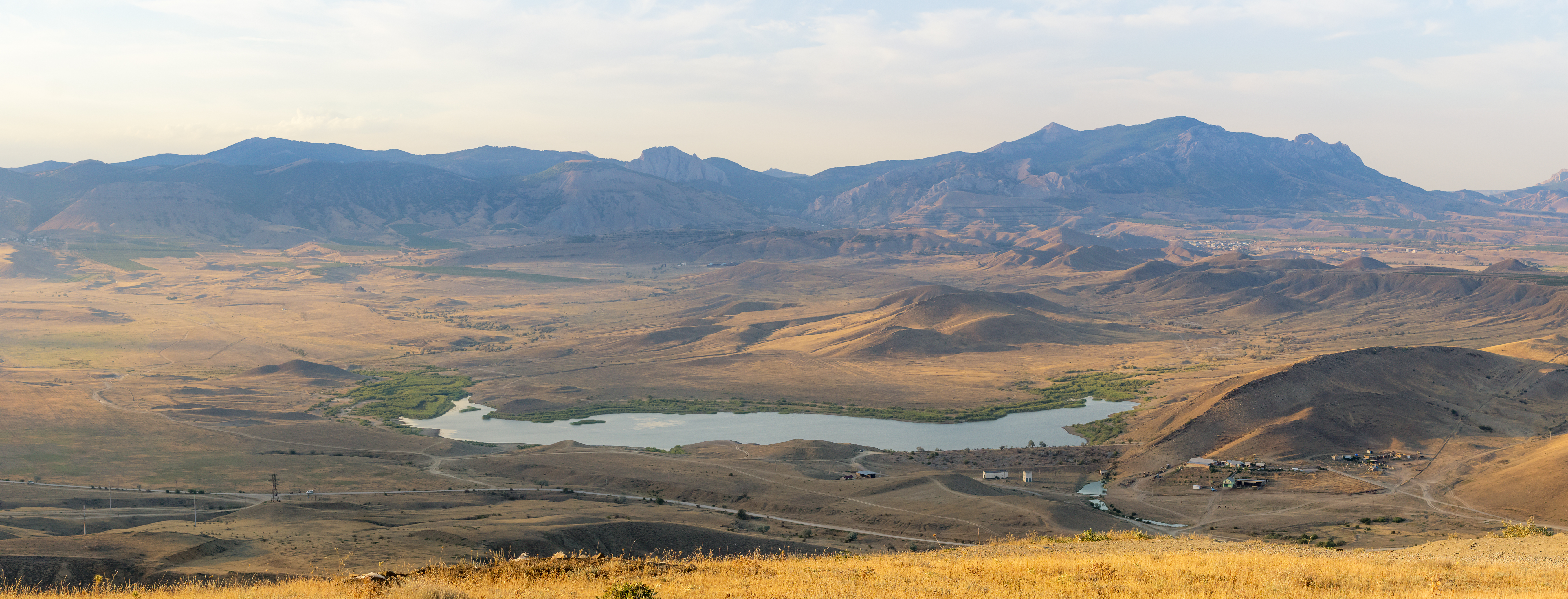
Site classé,
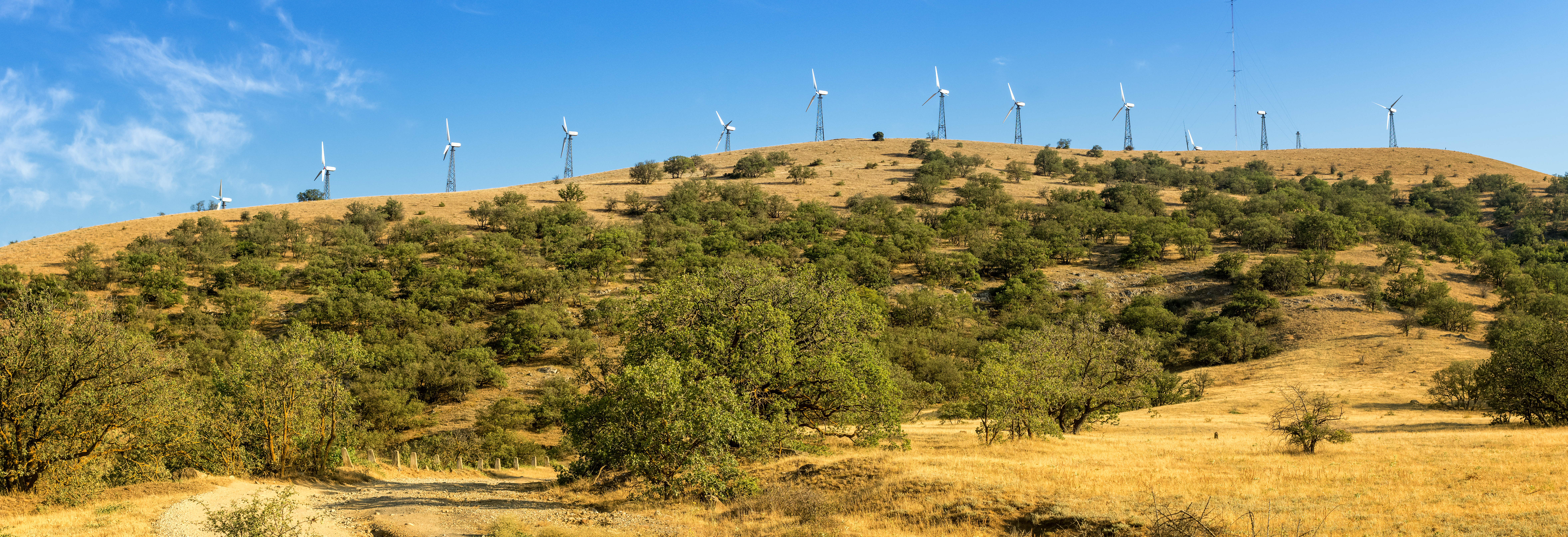
et éoliennes,
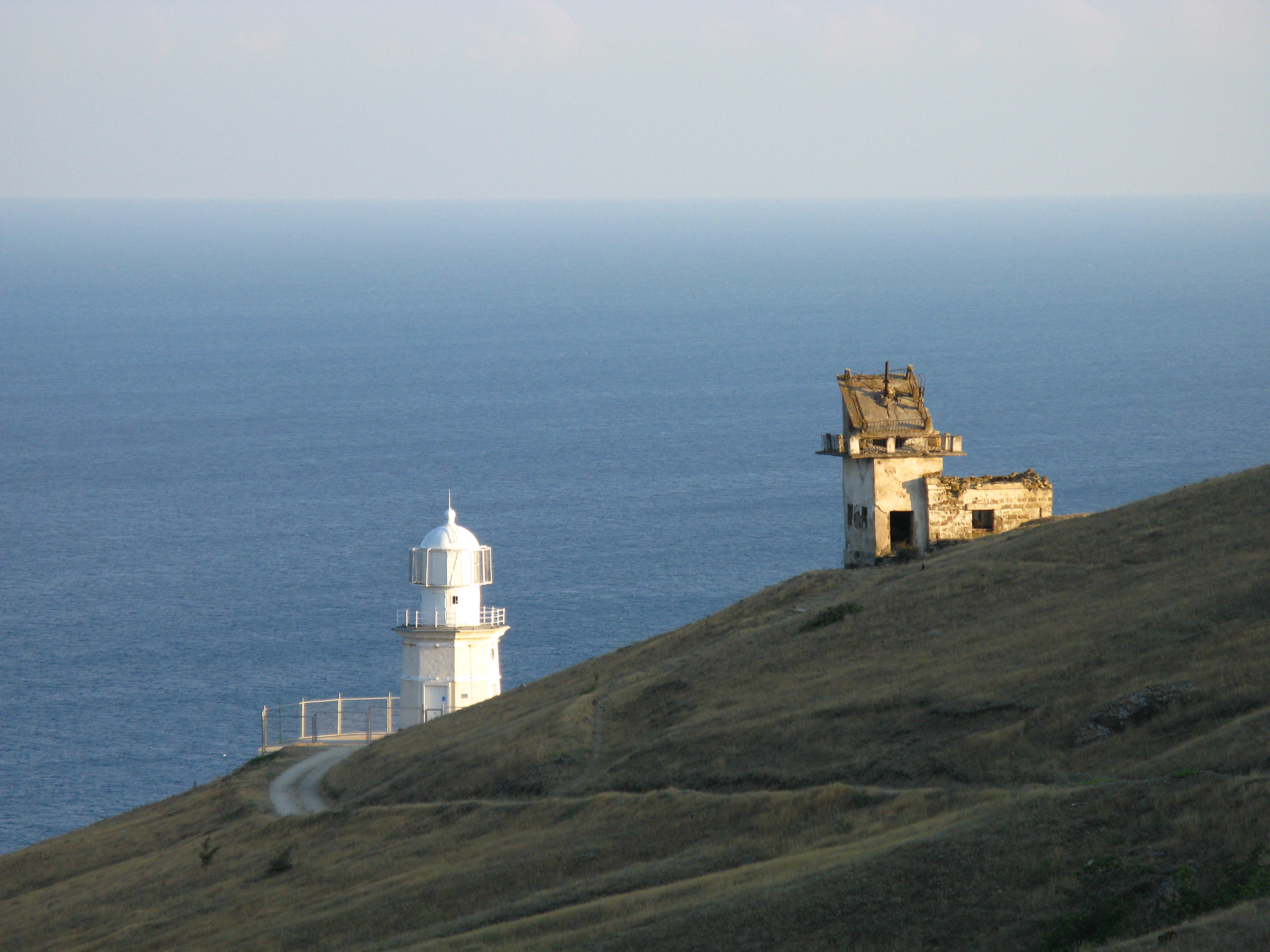
les deux phares.

Le phare bâti sur le cap a été reconstruit.